# Leong Mun Yee
Leong Mun Yee (梁敏喻S, Liáng MǐnyùP; Ipoh, 4 dicembre 1984) è una tuffatrice malese.

## Carriera
Leong ha inizialmente praticato il nuoto per poi cambiare rotta nel 1998 in occasione dei Giochi del Commonwealth di quell'anno ospitati a Kuala Lumpur.
Ha preso parte a quattro edizioni consecutive dei Giochi olimpici dal 2000 al 2012, raggiungendo il punteggio più alto a Londra 2012 con un settimo posto nell'evento di tuffi sincronizzati su piattaforma. In coppia con Pandelela Rinong, ha guadagnato nel 2009 la prima medaglia in un Mondiale di nuoto per la Malaysia.

## Palmarès
- Mondiali

Roma 2009: bronzo nel sincro 10m.
Barcellona 2013: bronzo nel sincro 10m.
Gwangju 2019: argento nel sincro 10m.
- Giochi asiatici

Pusan 2002: bronzo nella sincro 3m.
Doha 2006: bronzo nel trampolino 3m e nel sincro 3m.
Guangzhou 2010: argento nel sincro 3m e argento nel sincro 10m.
Incheon 2014: bronzo nel sincro 10m.
Giacarta 2018: bronzo nel sincro 10m.
- Giochi del Commonwealth

Delhi 2010: argento nel sincro 10m.
Gold Coast 2018: bronzo nel sincro 3m e bronzo nel sincro 10m.
- Universiadi

Shenzhen 2011: bronzo nel sincro 10m.
- Giochi del Sud-est asiatico

Bandar 1999: argento nel trampolino 3m e bronzo nella piattaforma 10m.
Kuala Lumpur 2001: oro nel trampolino 3m, sincro 3m, piattaforma 10m e sincro 10m.
Hanoi 2003: oro nella piattaforma 10m, argento nel sincro 3m e sincro 10m, bronzo nel trampolino 3m.
Manila 2005: oro nella piattaforma 10m e sincro 10m, argento nel trampolino 1m, bronzo nel trampolino 3m e sincro 3m.
Nakhon Ratchasima 2007: oro nel trampolino 1m e sincro 3m, argento nel trampolino 3m.
Vientiane 2009: oro nel sincro 3m e sincro 10m, bronzo nel trampolino 3m.
Palembang 2011: oro nel sincro 3m e sincro 10m.
Naypyidaw 2013: oro nel sincro 10m.
Singapore 2015: oro nel sincro 10m.
Kuala Lumpur 2017: oro nel sincro 10m e nel sincro misto 10m.